# Dolby Atmos
 (février 2025).
Si vous disposez d'ouvrages ou d'articles de référence ou si vous connaissez des sites web de qualité traitant du thème abordé ici, merci de compléter l'article en donnant les références utiles à sa vérifiabilité et en les liant à la section « Notes et références ».

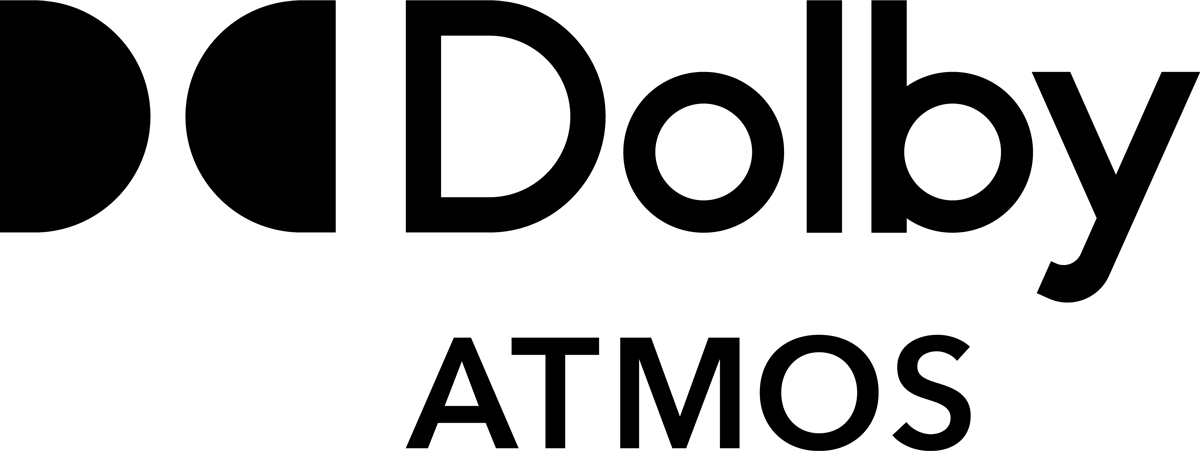
Logo de la technique Dolby Atmos.

Dolby Atmos est un codage combiné de reproduction sonore de type surround, développé et commercialisé par Dolby Laboratories. Ce système de reproduction principalement adapté au cinéma est initialement conçu pour les salles équipées en cinéma numérique. En complément des formats Dolby 5.1 ou 7.1 avec gestion de l'espace sonore horizontal, il procure un traitement du son en hauteur ou en dessous du spectateur.

## Historique
En avril 2012, la technique Dolby Atmos est annoncée par Dolby Laboratories, au Festival de Cannes, notamment. Le format Dolby Atmos est utilisé à la première du film Rebelle. En 2012, la première installation est installée au Dolby Theatre à Hollywood, en Californie.

## Principe

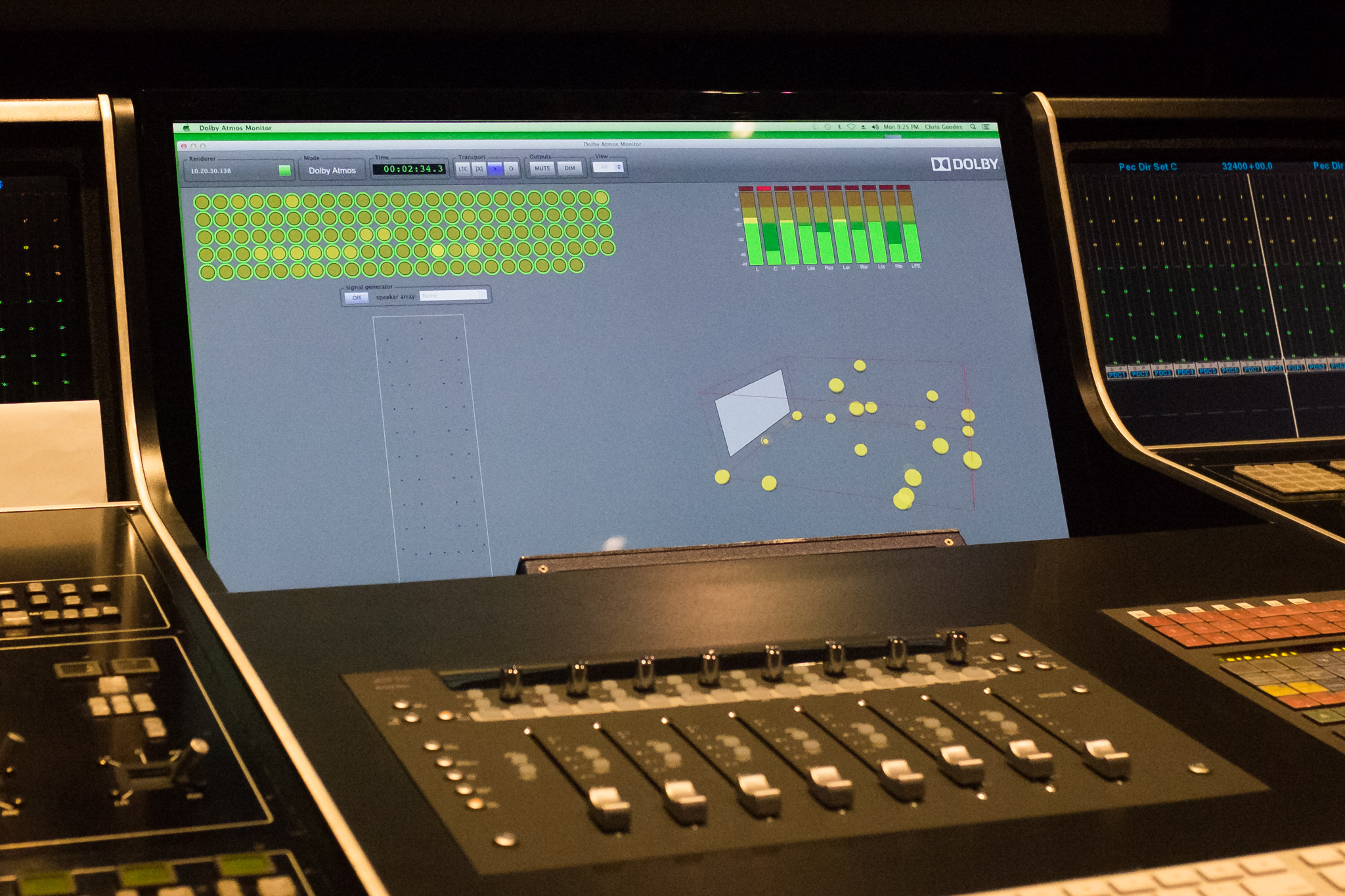
Système Dolby Atmos utilisé chez SoundFirm à Melbourne, en Australie.

Le format Dolby Atmos utilise deux techniques :
- le mixage multicanal classique : 5.1 ou 7.1 adaptées au salles de cinéma équipées en numérique ;
- les pistes audio sont remplacées par des objets générant des signaux sonores : cette technique est dérivée des circuits générateurs équipant les consoles de jeux vidéo.

### Mixage multicanal

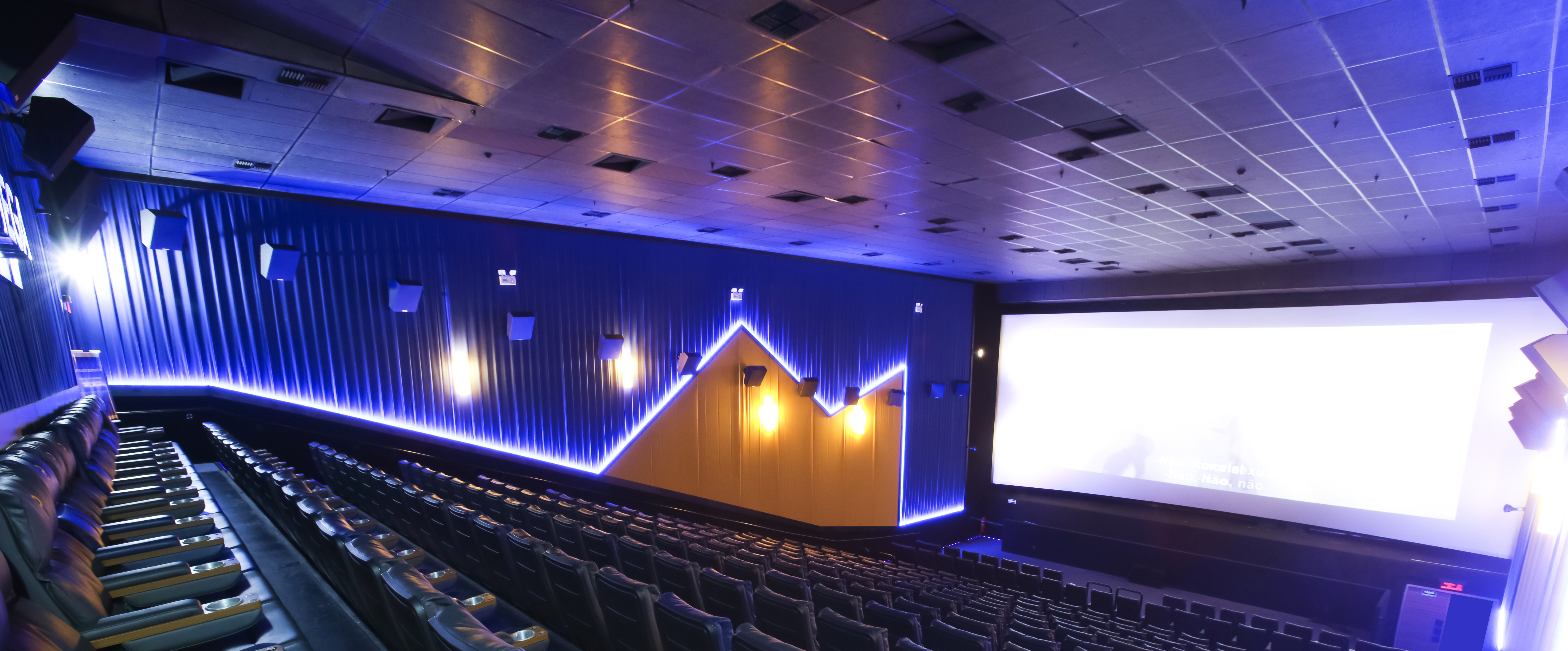
Une salle Dolby Atmos au Centerplex Via Sul, au Brésil.

En plus du format Dolby 5.1 ou 7.1 (horizontal), le format Dolby Atmos apporte la gestion de la verticalité du son. Pour cela, le son est divisé en cent-vingt-huit canaux pour maximum soixante-quatre  enceintes (cela varie d'une salle à l'autre) dont plusieurs basses[pas clair][réf. nécessaire].
Un film mixé dans le format Dolby Atmos, devra aussi être downmixé pour le 35 mm photochimique ainsi que pour les versions télévisuelles. Le format reste ainsi compatible avec tous les systèmes de diffusion commerciaux.

### Objets sonores
Historiquement, le son est resté monophonique dans les jeux vidéo du fait du manque de puissance des différentes puces sonores (générateurs de son) utilisés. Ce n'est que vers le début des années 1990 que les développeurs ont pu envisager une bande sonore stéréo puis quelques années plus tard en multicanal. Cependant, et avec les développements des images 3D, la problématique première d'une bande sonore dans un jeu vidéo est que le son ne peut occuper toujours qu'une place minimale. Pour cela, un certain nombre de techniques particulières et spécifiques ont été développées.
Atmos a intégré ces techniques particulières. Au-delà du 5.1, il n'y a plus de pistes spécifiques, mais des « objets sonores » qui vont, par exemple, intégrer dans leur description et via des metadata, leur position, leur trajet dans l'espace sonore et leurs variations de traitement.